# SK Moravská Slavia Brno
SK Moravská Slavia Brno, fanoušky zvaná Morenda, byl jedním z nejstarších moravských sportovních klubů. Klub byl založen v roce 1904. V roce 1993 došlo k jeho rozdělení na samostatné kluby, vytvořené z bývalých oddílů.

## Historie
Klub byl založen 25. října 1904 jako český klub, který byl protiváhou německým klubům v Brně. Ustavující valná hromada se sešla v prostorách Českého čtenářského spolku. Moravská Slavia tak nebyla pouze sportovní, ale i národní a společenskou organizací. Prvními sporty, které se pěstovaly v klubu byly šerm (zanikl v roce 1912), o něco později pak bruslení a tenis. Prvním předsedou klubu byl Josef Bertl. 25. dubna 1906 je založen fotbalový odbor Moravské Slavie. Moravskou Slavii kromě fotbalistů proslavili také atleti. Atletický odbor byl založen v roce 1908. První hřiště se podařilo získat až v roce 1908 v Žabovřeskách, na levé straně dnešní ulice Tábor. V roce 1913 dostal klub výpověď. Nové pozemky se podařilo získat v blízkosti starého hřiště. Na novém pozemku byla plánována výstavba pavilonu, který měl obsahovat převlékárny, čítárnu, klubovnu, sprchy a restauraci. Stavba měla být dokončena do sokolského sletu v červenci 1914. Stavba se ale zpožďovala a budování nového zázemí definitivně přerušila 1. světová válka.
V září 1919 získal klub pozemky v Pisárkách, kde vybudoval fotbalový a atletický stadión (dnes je hřiště v majetku města a plánuje se jeho revitalizace). Tenisové kurty měla Moravská Slavia v Lužánkách. Po okupaci v roce 1939 dostala ze svých sportovišť výpověď. Klub se nevzdal a vedl soudní spor s okupační správou, který prohrál. Jako náhradu získal pozemek v královopolské cihelně, kde v krátkém čase vybudoval nové hřiště.
Po nástupu komunistů k moci a po procesu „sjednocování tělovýchovy“ byl klub přejmenován na Sokol Moravská Slavia, který byl následně sloučen se Sokolem GZ Královo Pole. Moravská Slavia tak fakticky zanikla. V roce 1965 byl z popudu bývalých členů obnovena jako TJ Moravská Slavia Brno. Nová TJ neměla hřiště, z těchto důvodů došlo ke sloučení s TJ Slovan Staré Brno. Postupně se tak začal budovat areál Moravské Slavie v prostoru mezi ulicemi Vojtova, Polní a Vídeňská, ve kterém sídlí většina nástupnických klubů po „velké“ Moravské Slavii.

## Historické názvy
- 1904 založení SK Moravská Slavia Brno
- 1948 Sokol Moravská Slavia
- 1949 sloučení se Sokolem GZ (Gottwaldovy závody) Královo Pole a faktický zánik klubu
- 1965 obnovení klubu jako TJ Moravská Slavia Brno
- 1966 TJ Moravská Slavia Brno (sloučení s TJ Slovan Staré Brno)
- 1993 rozdělení na samostatné kluby

## Nástupnické organizace
- fotbalový klub SK Moravská Slavia Brno - fotbal
- atletický klub AC Moravská Slavia Brno
- basketbalový klub BK Moravská Slavia Brno
- klub národní házené KNH Moravská Slavia Brno
- klub moderní gymnastiky SK GiTy Moravská Slavia Brno
- klub sportovní gymnastiky KSG Moravská Slavia Brno
- klub stolního tenisu TTC Moravská Slavia Brno
- tenisový klub TK Moravská Slavia Brno
- volejbalový klub VK Moravská Slavia Brno
- kuželkářský klub KK Moravská Slavia Brno
- Oddíl kulturistiky Moravská Slavia Brno